# Cimitero monumentale ebraico di Firenze
Il cimitero monumentale ebraico a Firenze sorge sull'attuale viale Ariosto, appena fuori dalle antiche mura rinascimentali, in quanto non era consentito seppellire gli ebrei nella città.

## Storia
Il cimitero fu costruito nel 1777 fuori dalla porta San Frediano e restò in funzione fino al 1870, quando ne fu aperto uno nuovo in via di Caciolle, nella zona di Rifredi.
Il luogo riveste interesse storico e artistico per le tombe (le più antiche risalgono al Settecento), ed è circondato da abitazioni a più piani che ne impoveriscono un po' il fascino decadente e romantico. La parte a sinistra dell'entrata venne espropriata dal Comune per erigervi un dispensario, oggi asilo: vi si trovavano tombe settecentesche, che in quell'occasione vennero smontate e ricomposte alla bell'e meglio nella zona vicino all'ingresso, con alcune iscrizioni montate al contrario. Come si può notare, nessuna tomba reca l'immagine del defunto, secondo l'usanza ebraica.

## Cappelle monumentali

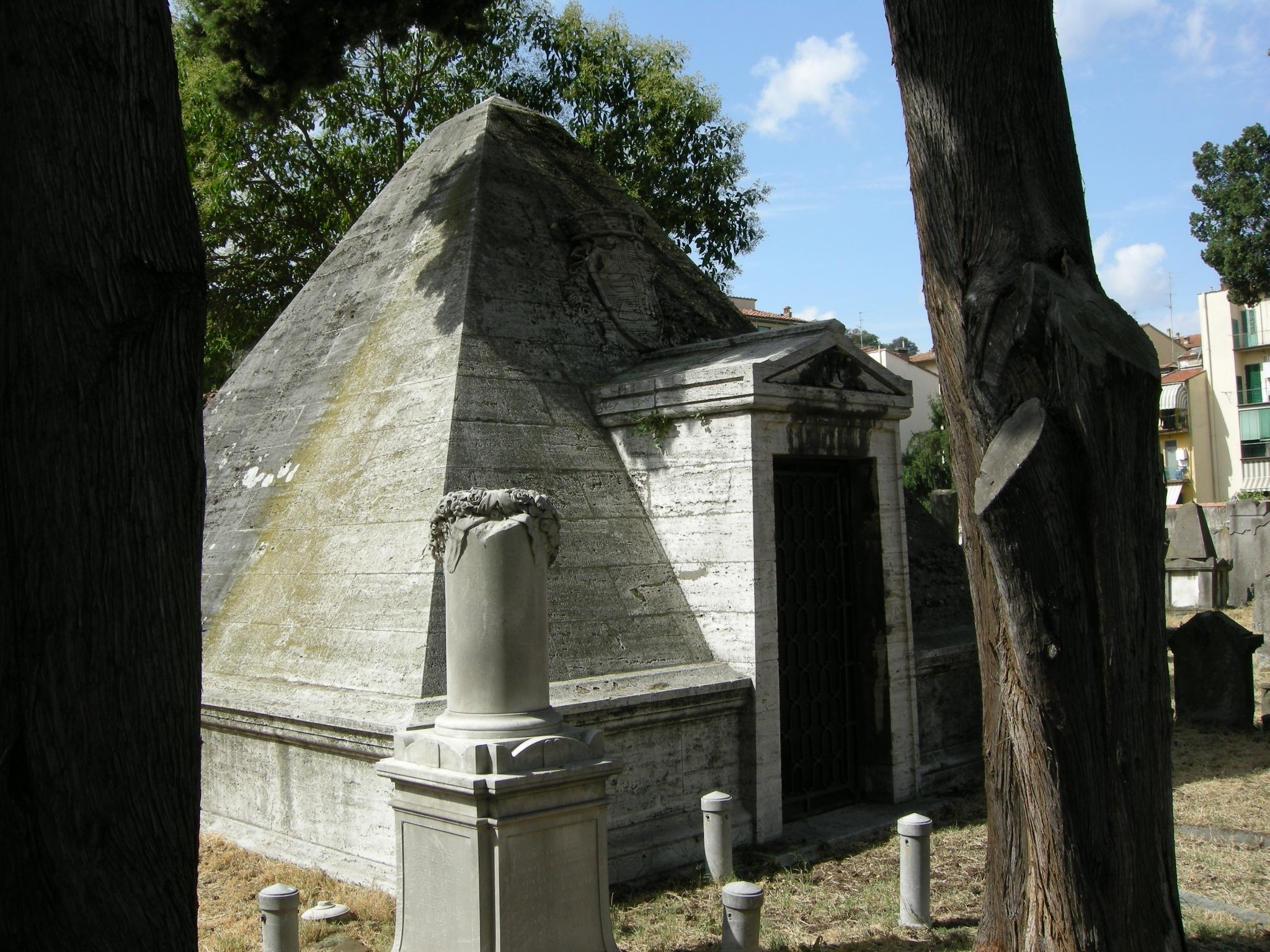
La piramide

La cultura ebraica, conformemente al rigido insegnamento biblico, non apprezza l'idea di sfarzo e ricchezza, per cui le tombe monumentali sono di solito molto rare. In questo cimitero ne esistono solo tre, allineate lungo il viale centrale coi cipressi e risalenti al periodo dopo l'unità d'Italia, quando il Regno era stato scomunicato da papa Pio IX e le minoranze religiose poterono godere di un clima tollerante.
La prima, della famiglia Levi, ha una forma piramidale che ricorda le tombe egizie, con riferimenti alla tradizione simbolica dell'illuminismo francese: il triangolo visto come figura perfetta che sottintende la perfezione. La piramide è posta su un alto basamento, realizzata in blocchi squadrati di pietra e illuminata all'interno da un piccolo occhio sul lato meridionale, oltre che dal portale d'ingresso. Quest'ultimo è coronato da un frontone triangolare e dallo stemma di famiglia. Nella cella sono ancora visibili corone seccate di fiori e foglie, probabilmente rimasti lì dal rito funebre originario.
La seconda cappella, posta accanto alla piramide, è più piccola e pure ispirata allo stile neoegizio. Appartenente alla famiglia Servadio, fu eseguita intorno al 1875. Ha colonne a fascio ed all'interno il simbolo scolpito del sole alato; sul sarcofago sottostante è scolpita una corona. Lo stemma si trova sul basamento. Oggi l'esterno della cappella è in larga parte nascosto dalla vegetazione.
La terza cappella, della famiglia Franchetti, è stata probabilmente progettata dall'architetto Marco Treves autore anche della sinagoga di Firenze e della risistemazione del piccolo edificio all'ingresso. Si tratta di un'edicola coperta da volta a botte, con embrici a squama di pesce all'esterno. Le pareti sono aperte e scandite da pilastri, con cornicione che gira all'esterno e un frontone arcuato, il tutto decorato finemente.

## Altre tombe
Molte sono le tipologie e le dimensioni delle tombe, da quelle a sarcofago a quelle a cippo, dalle semplici lapidi alle colonne spezzate. I sarcofagi più elaborati sono sollevati da zampe leonine e sorretti da altre strutture, con drappi con frange scolpite, corone ghirlande, ecc., oppure lineari, privi di decorazioni.
Spiccano due sepolture a tempietto con colonne, che ricordano le opere un po' retoriche dell'Ottocento, come le scenografie teatrali. Una risale al 1846 e fu scolpita da Aronne Sanguinetti per Chiara Rafael: presenta colonne doriche, frontoni e acroteri.
Generalmente gli epitaffi sono scritti in ebraico e in italiano.

## Galleria d'immagini

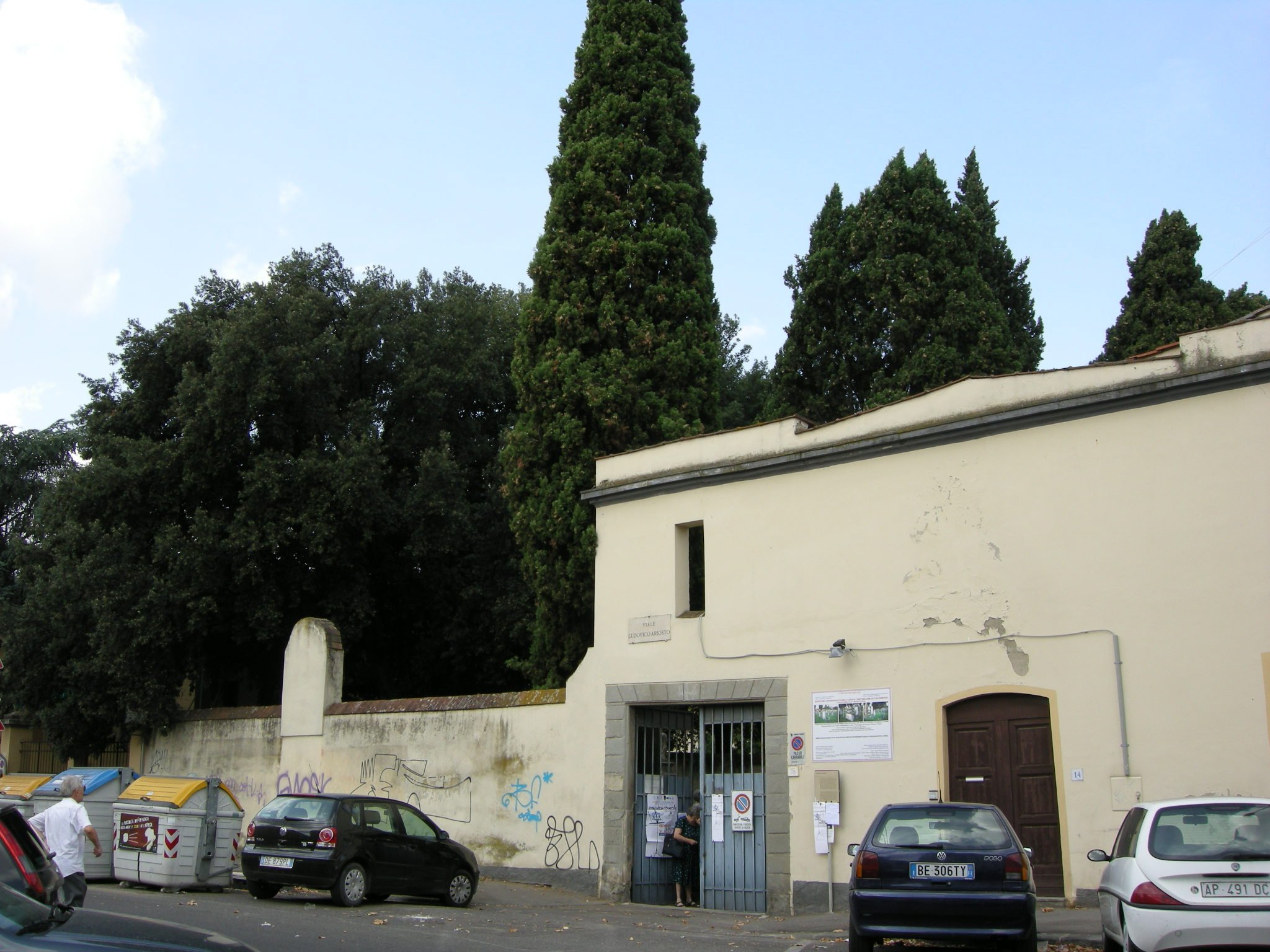
Entrata
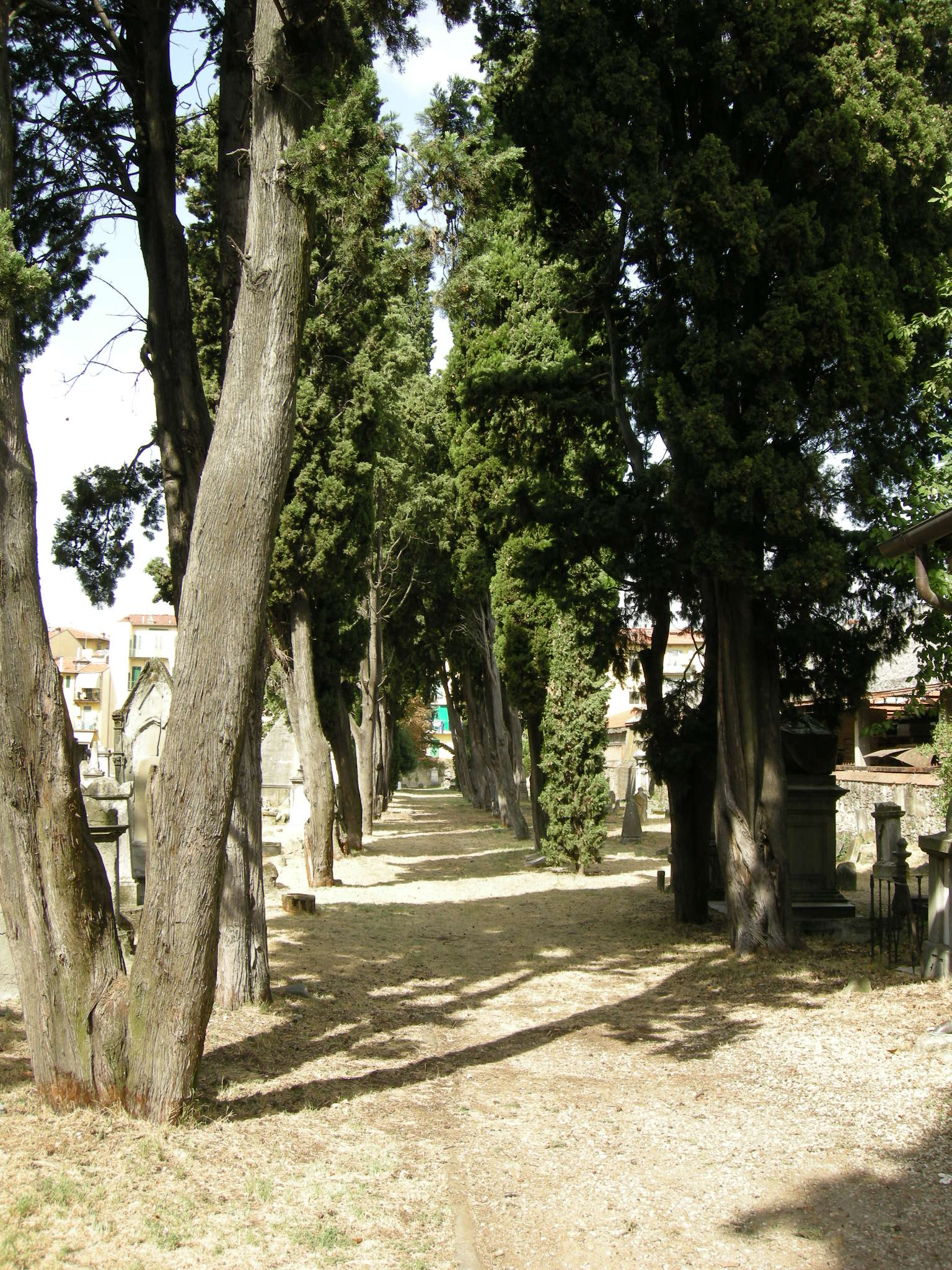
Viale di cipressi
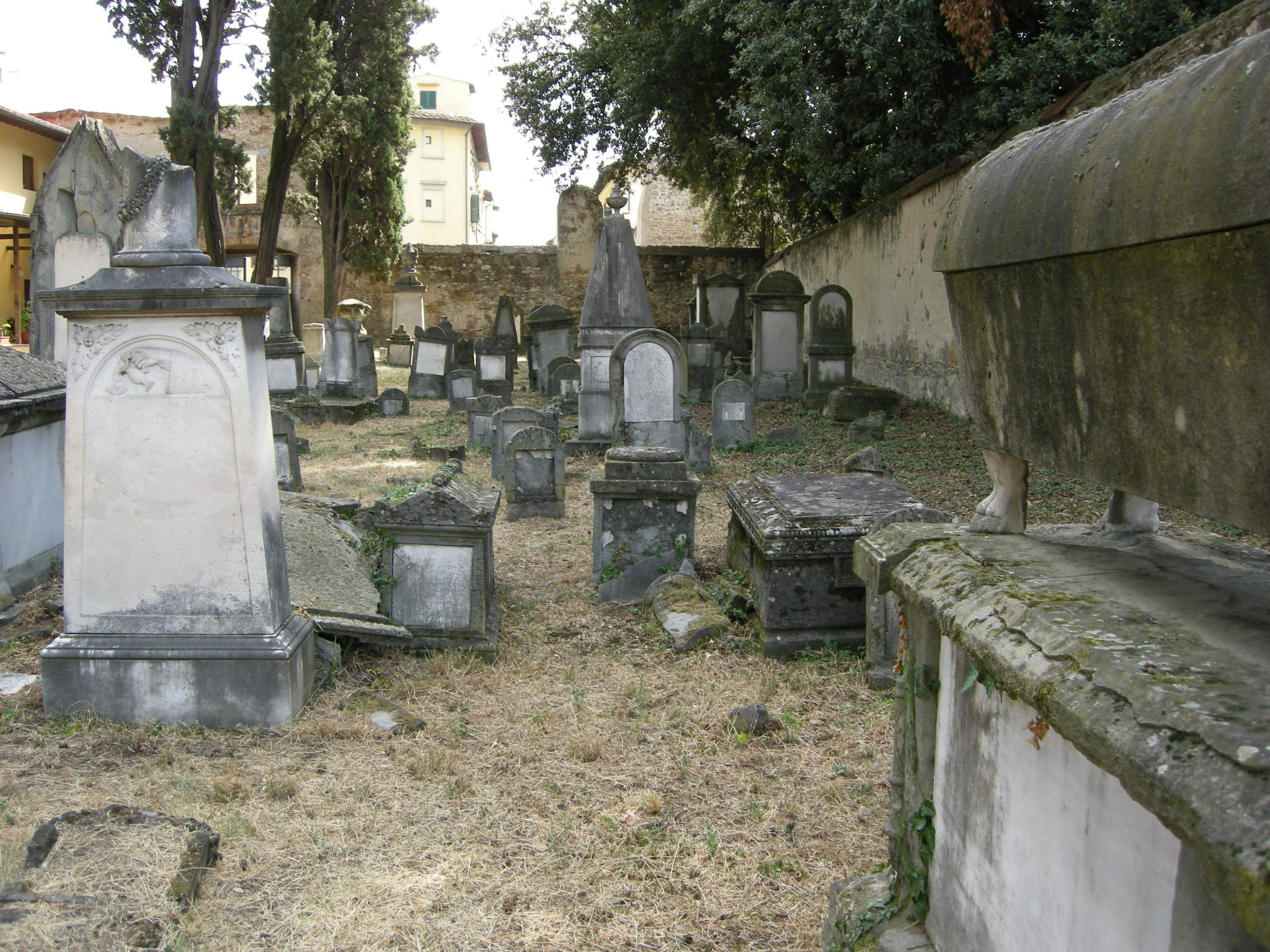
Tombe settecentesche
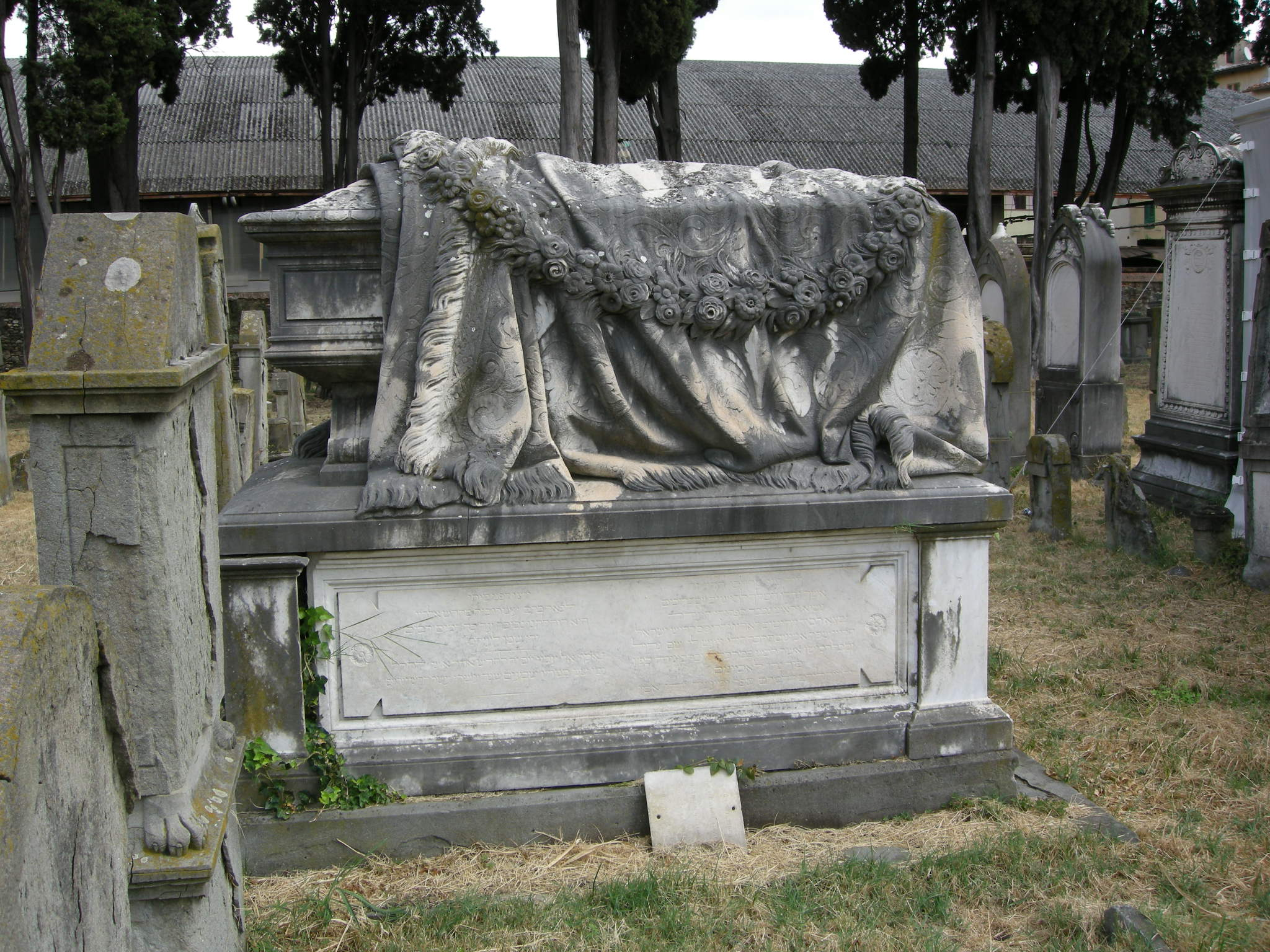
Sarcofago con drappo